# Yoandy Leal
Yoandy Leal Hidalgo (L'Avana, 31 agosto 1988) è un pallavolista cubano naturalizzato brasiliano, schiacciatore dell'Halkbank.

## Palmarès

### Club
- Campionato brasiliano: 5

2013-14, 2014-15, 2015-16, 2016-17, 2017-18
- Campionato italiano: 2

2018-19, 2020-21
- Coppa del Brasile: 3

2014, 2016, 2018
- Coppa Italia: 3

2019-20, 2020-21, 2022-23
- Supercoppa brasiliana: 3

2015, 2016, 2017
- Campionato mondiale per club: 4

2013, 2015, 2016, 2019
- Campionato sudamericano per club: 4

2014, 2016, 2017, 2018
- Champions League: 1

2018-19
- Campionato Mineiro: 6

2012, 2013, 2014, 2015, 2016, 2017

### Nazionale (competizioni minori)
- Giochi panamericani 2007
- Memorial Hubert Wagner 2019

### Premi individuali
- 2010 - World League: Miglior servizio
- 2013 - Superliga Série A: Miglior attaccante
- 2013 - Campionato mondiale per club: Miglior schiacciatore
- 2014 - Superliga Série A: Miglior attaccante
- 2014 - Campionato sudamericano per club: Miglior schiacciatore
- 2015 - Superliga Série A: MVP
- 2015 - Campionato sudamericano per club: Miglior schiacciatore
- 2015 - Campionato mondiale per club: MVP
- 2016 - Superliga Série A: MVP
- 2016 - Campionato sudamericano per club: MVP
- 2016 - Campionato mondiale per club: Miglior schiacciatore
- 2017 - Superliga Série A: Miglior attaccante
- 2017 - Campionato sudamericano per club: MVP
- 2017 - Campionato sudamericano per club: miglior schiacciatore
- 2017 - Campionato mondiale per club: Miglior schiacciatore
- 2018 - Campionato sudamericano per club: Miglior schiacciatore
- 2018 - Superliga Série A: MVP
- 2018 - Superliga Série A: Miglior attaccante
- 2019 - Memorial Hubert Wagner: MVP
- 2019 - Campionato sudamericano: Miglior schiacciatore
- 2021 - Volleyball Nations League: Miglior schiacciatore
- 2022 - Campionato mondiale: Miglior schiacciatore[5]
- 2023 - Coppa Italia: MVP[6]